# Mr.Children "HOME" TOUR 2007
『Mr.Children "HOME" TOUR 2007』（ミスター・チルドレン・ホーム・ツアー にせんなな）は、Mr.Childrenの12作目の映像作品。2007年11月14日にトイズファクトリーよりDVDで発売された。

## リリース・音楽性
初回限定盤と通常盤の2形態で発売。DVD2枚組。三方背ボックス仕様となっており、初回限定盤はジャケットがジグソーパズル仕様のスペシャルパッケージとなっている。
13thアルバム『HOME』を引っ提げ開催されたアリーナツアー『Mr.Children HOME TOUR 2007』のうち、2007年6月15日に行なわれた日本ガイシホール公演のライブの模様を収録している。クリエイティブ・ディレクターは丹下紘希が、監督は谷聰志が務めた。
Mr.Childrenの映像作品としては、『MR.CHILDREN DOME TOUR 2005 "I ♥ U" 〜FINAL IN TOKYO DOME〜』以来約1年半ぶりとなるリリース。
発売に合わせ、本作に収録されている「いつでも微笑みを」「フェイク」「しるし」の映像が公式サイトで期間限定で視聴出来た。また、2013年にMr.Childrenの公式YouTubeチャンネルが開設されたことに伴い、「彩り」の映像がアップロードされた。

## アートワーク
本作のアートディレクターは丹下紘希が担当。ジャケットのジグソーパズルについて、丹下は「ピースをひとつひとつよく見ていくと、それぞれ音楽とかサッカーとか動物、飛行機やクルマといった様々なモチーフになっている。他にも、木の隣りのピースは向きを変えてみると煙を吐き出している工場の形をしていたり、ピストルといったドキッとする形をしていたりする。それぞれが隣り合わせて接して、支え合っていて、ひとつの社会がここに形成されている、というパズルなんです」と語っている。また、中央の家の形をしたピースが欠けており、初回限定盤のパッケージを開くと内側のポケットにそのピースが入っているという仕掛けになっている。これについて丹下は「パズルを完成させるのは、これを買ってくれた方自身なんです」「完成したものではなく、敢えて未完成のものを渡すことで、『これを手にした皆さんも誰かと支え合って出来ているひとつのパズルのピースなんだ』というメッセージを込めたつもりです」と説明している。

## チャート成績
初週で約11.8万枚を売り上げ、2007年11月26日付のオリコン週間DVDランキングで初登場2位を獲得。

## 出演
- Mr.Children
  - 桜井和寿：Vocal & Guitar
  - 田原健一：Guitar
  - 中川敬輔：Bass
  - 鈴木英哉：Drums
- 小林武史：Keyboards
- 登坂亮太：Chorus
- 山本拓夫：Sax
- 西村浩二：Trumpet
- 四家卯大：Cello
- 沖祥子：Violin
- 伊勢三木子：Violin
- 菊池幹代：Viola

## 収録内容

### Disc1
1. OPENING
2. 彩り
3. and I love you
4. youthful days
5. 箒星
6. Another Story
  - 曲前にMCが行なわれた。
7. もっと
8. いつでも微笑みを
9. PIANO MAN
10. ランニングハイ
11. Imagine
  - ジョン・レノンの楽曲のカバー。
  - カバーを提案したのは桜井和寿である。桜井は本ツアーのリハーサルで次曲「CENTER OF UNIVERSE」を演奏した後にそのまま本楽曲を歌いたい気持ちになったといい、その理由について桜井は「『彩り』で感じてほしかったことが『イマジン』はとてもよく似ていると思ったし、『イマジン』の歌詞の中にある“想像してごらん?”っていう部分とか、見上げてみればそこには空があるだけっていうところとか…。『彩り』を書きながら僕が思っていたようなことは、日常にある俯瞰を使って感じられるものを信じていたいなぁっていう思いだった。いろんな情報がこの世界にはあふれていて、世界中のいろんなことがまるで近くで起こったことのように思えるけれど、やっぱり五感を使って自分の中で受け入れていきたいって思う」と語っている[5]。
12. CENTER OF UNIVERSE
13. Dance Dance Dance
14. フェイク
15. Any

### Disc2
1. to U
  - Bank Bandの楽曲のカバー。
  - 曲前にMCが行なわれていたが、映像ではカットされている。
2. タガタメ
3. ポケット カスタネット
4. Worlds end
5. 終わりなき旅
6. しるし
7. あんまり覚えてないや
  - ここからアンコール。
  - ステージ前方にバンドセットを設置し演奏。
  - 曲前にMCが行なわれた。
8. overture 〜 蘇生
9. 彩り
  - 曲前にMCが行なわれた。
  - 演奏後、エンドクレジットとともにライブのエンディングの映像が流れる。BGMは「ひびき」「やわらかい風」。